# فری اکیرز (نیوجرسی)
فری اکیرز (به انگلیسی: Free Acres) یک منطقهٔ مسکونی در ایالات متحده آمریکا است که در برکلی هایتس، نیوجرسی واقع شده‌است. فری اکیرز ۱۳۴ متر بالاتر از سطح دریا واقع شده‌است.